# Natsagiin Bagabandi
Natsagiin Bagabandi (en mongol: Нацагийн Багабанди; Zavhan, 22 de abril de 1950) es un político mongol, miembro del Partido Revolucionario del Pueblo Mongol y Presidente de Mongolia de 1997 a  2005.

## Biografía
Natsagiin Bagabandi nació el 22 de abril de 1950 en el sumo de Yaruu, de la provincia de Zavhan, entonces parte de la República Popular de Mongolia.
Realizó sus estudios primarios y secundarios en una escuela de Uliastay, la capital de su provincia. En 1969 asistirá a un curso de preparatoria en una ciudad soviética, tras lo cual asistirá a la Escuela Técnica de Refrigeración Industrial de Leningrado (R. S. F. S. de Rusia, actual San Petersburgo, Rusia) de 1969 a 1972. De 1975 a 1980 estudió en el Instituto Industrial de Tecnología Alimentaria de Odesa (R. S. S. de Ucrania).
En 1979 se hace miembro del Partido Revolucionario del Pueblo Mongol y trabajará como ingeniero en una planta de procesamiento de vodka en Ulán Bator.
De 1984 a 1987 estudia en la Academia de Ciencias de la Unión Soviética, obteniendo un título de ingeniería y tecnología de alimentos. El mismo año se doctora en Filosofía por la Universidad de Moscú
En 1992, tras las elecciones legislativas de la nueva República de Mongolia, se convirtió en portavoz del Gran Jural del Estado por cuatro años.
Se postuló y ganó las elecciones presidenciales de 1997 y fue reelecto en 2001. Tras los comicios de 2005 fue sucedido por Nambaryn Enkhbayar.